# Geografía de Cúcuta

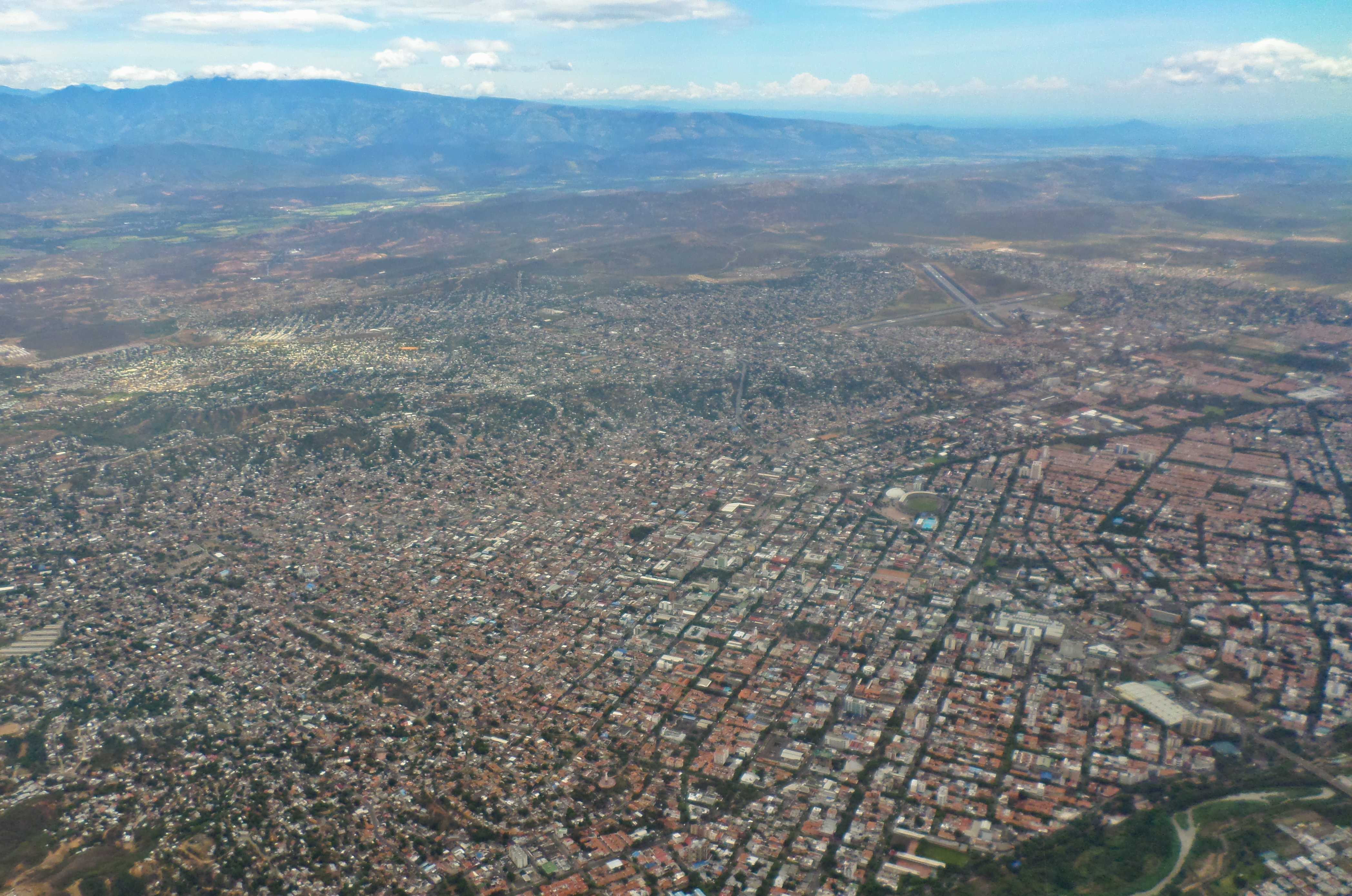
Vista aérea.

La ciudad de Cúcuta está situada en el valle del mismo nombre, en la Cordillera Oriental de los Andes Colombianos, a una altitud de  320 m s. n. m. Su área total es de 1176 km² y su área urbana es de 73 km², de los cuales 20 km² están como catastro. Es bañada por los ríos Pamplonita y el Zulia.

## Ubicación
La zona urbana de Cúcuta se localiza geográficamente sobre el valle homónimo (muy cerca de la frontera con Venezuela), mientras que la rural se extiende por la cordillera Oriental (de los Andes colombianos). Sus fuentes hídricas principales son los ríos Pamplonita (del cual disfruta de 25 km de sus orillas), Zulia y Táchira. Este último establece la frontera natural entre Colombia y Venezuela.

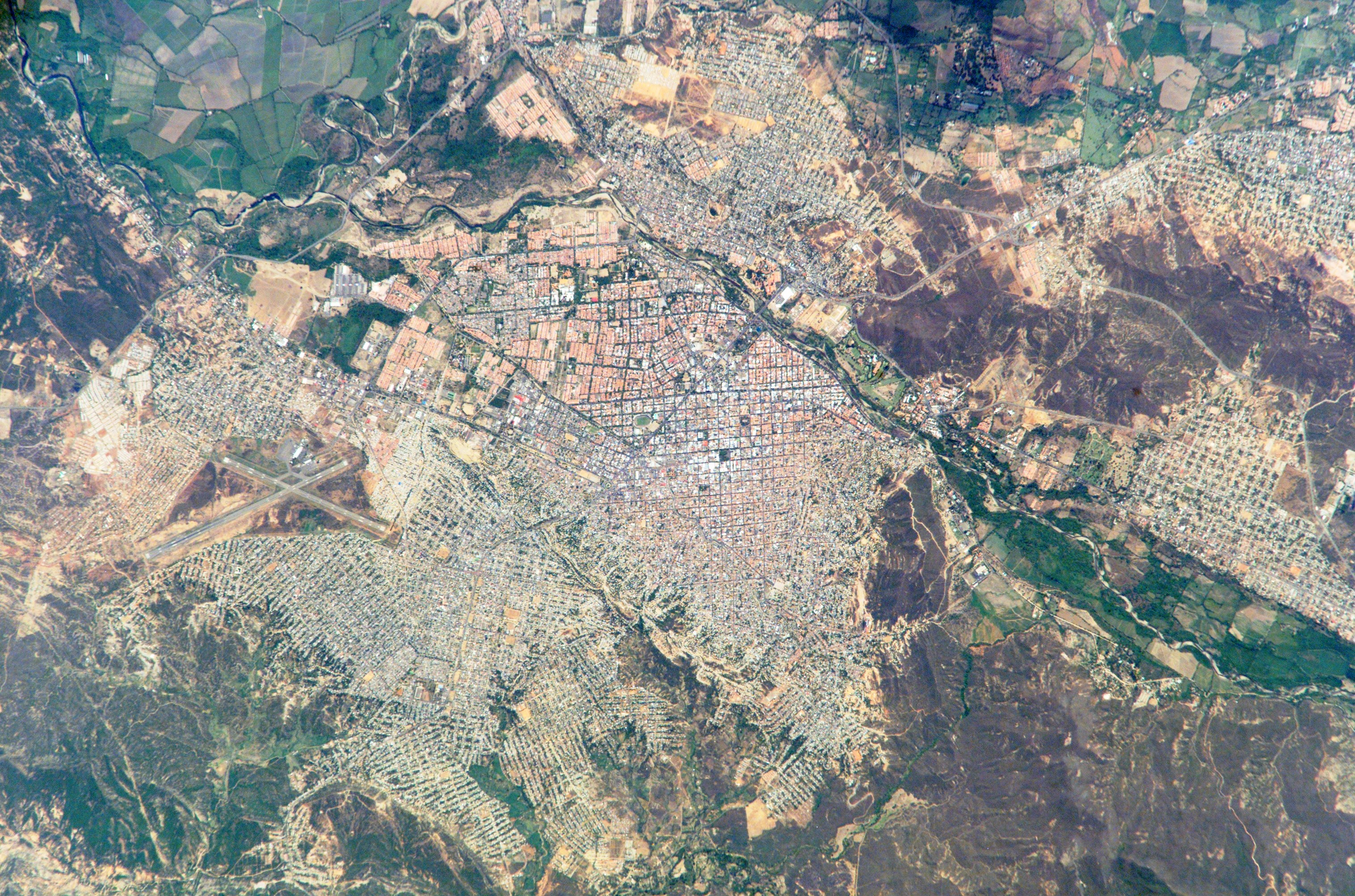
Cúcuta desde el espacio.

La altitud de media de la ciudad es de 320 m s. n. m., aunque en la zona rural puede llegar hasta a 2000 metros. El área total del municipio es de 1176 km², que representan el 5,65% del departamento de Norte de Santander. La temperatura media es de 30 °C con máximos de 35 °C en el día y 23 °C en la noche. La precipitación media anual es de 806 mm.
El perímetro del distrito se encuentra limitado al norte con Tibú, al occidente con El Zulia y San Cayetano, al sur con Villa del Rosario, Bochalema y Los Patios y al oriente con Venezuela y Puerto Santander. Políticamente hace parte de la región oriental (también llamada "región metropolitana") en el departamento de Norte de Santander. Por su localización es miembro de la Región Andina colombiana y por su cultura e historia de la Región de los Santanderes.
Sus localidades rurales (veredas y corregimientos) poseen todos los pisos térmicos, por lo se pueden cultivar infinidad de hortalizas, vegetales, flores, entre otros.

## Fisiografía

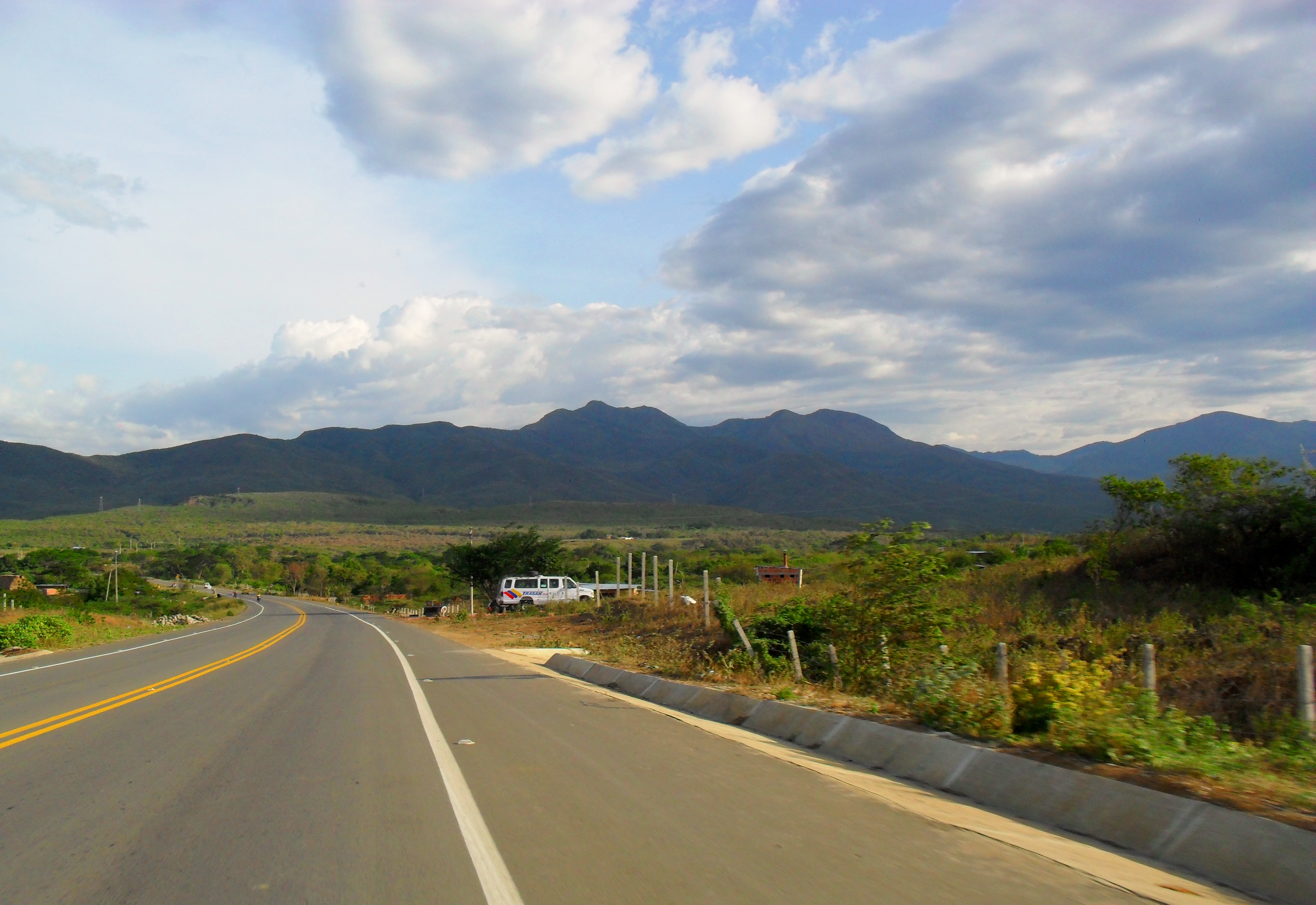
Montañas al suroeste

El territorio de Cúcuta es llano hacia el norte y montañoso en sus bordes y en su parte central, especialmente hacia el sur, en donde presenta por el oriente las siguientes montañas, desprendidas de la cordillera Oriental de los Andes Colombianos:
La serranía de Las Campanas o del Cují sirve de límite con el municipio de Villa del Rosario; es un ramal que se desprende de la cordillera de La Vieja en el municipio de Chinácota, en el cerro del mismo nombre, recibiendo los nombres sucesivos de montañas de La Tascarena y cordillera de La Garita, enseguida serranía de Las Campanas y luego toma la Loma del Rosario; termina en el municipio cerca del punto de El Escobal, en la confluencia del río Pamplonita con el río Táchira.
La cordillera de Altoviento que penetra en la ciudad un poco al norte de El Escobal, y sigue bordeando por el oriente del mismo; es un ramal de la cordillera Oriental desprendido en el páramo de Tamá, en el límite de las antiguas provincias de Pamplona y Ricaurte, ramal éste que luego penetra en Venezuela, sigue separando las aguas que van al río Uribante de las que van al Táchira, con el nombre de montañas de Capacho y la Mulera y se llama de Altoviento al entrar nuevamente a Colombia, después demarca el límite entre las dos repúblicas, desde el nacimiento de la quebrada de Pedro hasta el de la quebrada de La China, vuelve a Venezuela por las lomas donde se asienta la población de Ricaurte o Mucujúm y se alza a una gran altura sobre el nivel del mar.
Por el centro recorre en gran parte el municipio, generalmente con dirección de sur a norte a partir del punto de Altoviento, casi en los límites con Bochalema, la terminación de la cordillera de La Nigua que se desprende de la oriental en Altogrande, al sur de Pamplona, y que en el Altoviento lanza hacia el oriente la cuchilla de Buenavista; poco adelante envía también hacia el oriente la cuchilla de La Negra que va a terminar a Pamplonita, y hacia el occidente la cuchilla de Morretón que va morir en el alto de Los Compadres, a orillas del río Zulia. Más tarde al norte, la cordillera sigue formando la barrera occidental del valle del Pamplonita, con el nombre de Montañas de El Moro y luego de Santamaría, en seguida de El Diviso y poco al norte de la ciudad de Cúcuta, se divide en dos ramales, de los cuales el de la derecha toma el nombre de Montañas de Oripaya o del Peñón que va a terminar en la desembocadura de la quebrada Palmas Grandes, en el Pamplonita, y el de la izquierda, tuerce un poco hacia el oeste con el nombre de cordillera de Tasajero y va a extinguirse a orillas del Zulia, no lejos del antiguo puerto de Los Cachos, hoy represa del Zulia. Además de las cordilleras mencionadas, el municipio está atravesado, de sur a norte por los siguientes ramales desprendidos de la cordillera de Los Motilones o de Perijá.
La terminación de las montañas de Salazar que se desprende de la cordillera de Motilones en el páramo de La Cruz del Fraile, en los límites meridionales del departamento penetra al municipio por el sur para ir a morir en la confluencia del Peralonso con el Zulia, en el punto llamado Urimaco y por la terminación de El Laurel. El Laurel se desprende de Los Motilones en el páramo de Guerrero, penetra al municipio por el suroeste luego de enviarle el ramal de la cordillera que se llama cordillera de Los Pitos que va a morir al río Sardinata; frente a Gramalote se denomina serranía o peñón del canal, proyecta luego la cuchilla de El Espartillo, y en el alto de este nombre, la cuchilla de Santa Cruz sirve de límites y se divide luego en los ramales conocidos con los nombres de Montaña de La Culebra, González y Astillero, que van a terminar en los límites con Venezuela y proyecta el de la Petrolera que va a concluir en las riberas del río Sardinata o río Nuevo, no muy distante de Tres Bocas.

## Hidrografía

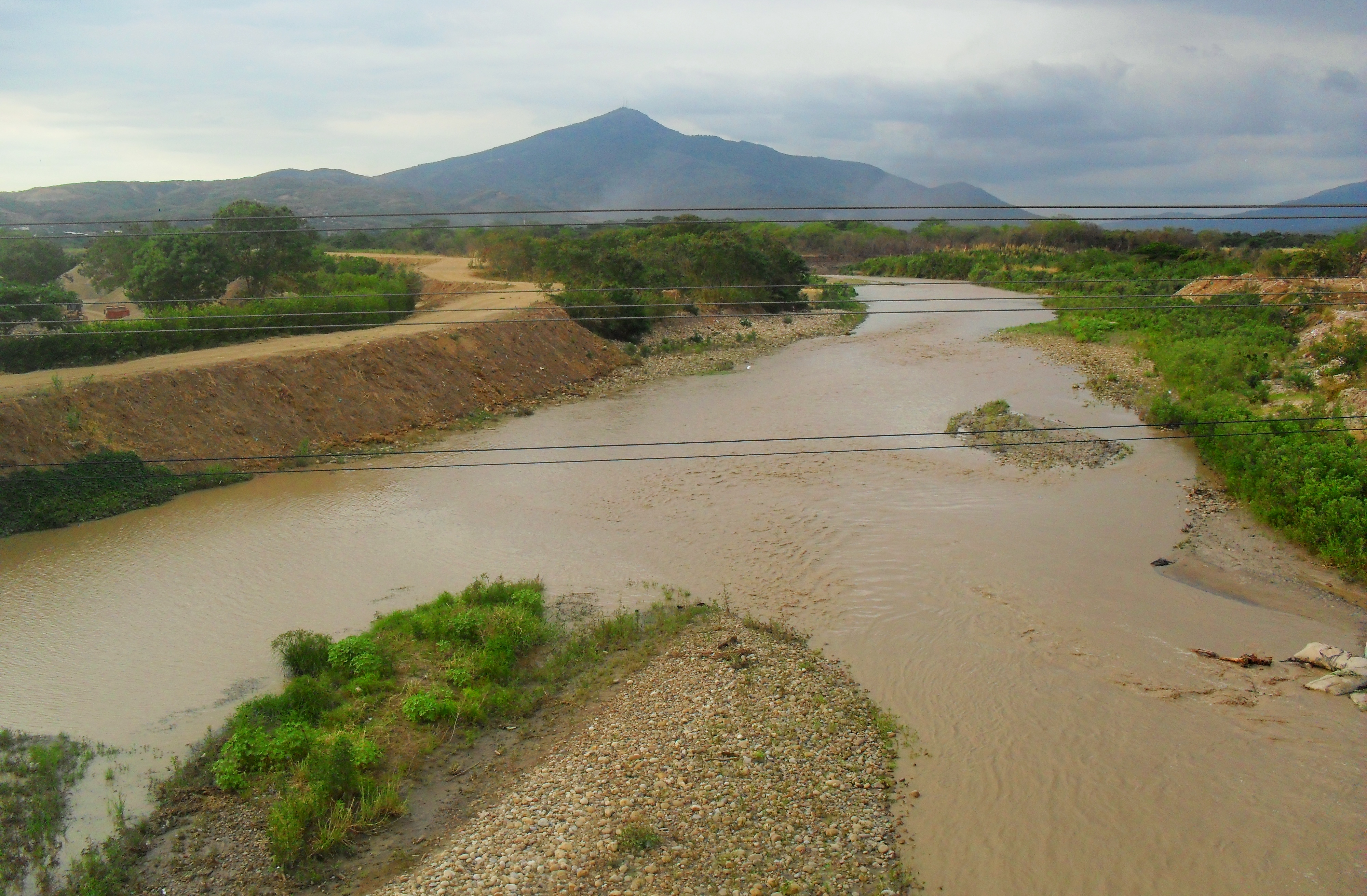
Río Pamplonita.

Sus principales fuentes hidrográficas son el río Pamplonita y el río Táchira, siendo el primero el más importante de Cúcuta y del Norte de Santander. Su longitud es de 147 km y su área de 80.000 ha. La necesidad de transportar el cacao, principal riqueza de la región desde los tiempos de la Colonia, convirtió al río Pamplonita durante los siglos XVIII y XIX en el eje principal de su economía. En Cúcuta el río Pamplonita se dirige hacia el oriente, por en donde se encuentra con el Táchira.
La vegetación espinosa es la zona más seca de la región, por lo cual se presenta tanta erosión. También, se observa socavación de las orillas dentro del lecho del río Pamplonita, debido a la extracción de materiales de arrastre, lo que está modificando el nivel de base del río, obligándolo a cambiar de curso, en algunos tramos, como cerca de Cúcuta, en La Garita y en Los Vados.
La cuenca del río Pamplonita, pertenece a los siguientes municipios: Cúcuta, Pamplona, Los Patios, Chinácota, Bochalema y Pamplonita, y a los corregimientos de El Diamante, La Donjuana, La Garita, San Faustino y Agua Clara.
El río Táchira hace parte de Colombia y Venezuela por lo que sirve de frontera natural para ambas naciones. Su cuenca corresponde a 90.000 ha. Hace parte del parque nacional natural Tamá. Sobre este río está ubicado el Puente Internacional Simón Bolívar que comunica a la ciudad con San Antonio del Táchira (Venezuela).

## Clima
La temperatura de Cúcuta está determinada por los pisostermicos que van del frío, pasando por el templado hasta llegar al cálido, en donde está la zona urbana, la cual tiene una temperatura media de 28 °C. Las temperaturas más altas oscilan a 37 °C y las más bajas oscilan entre 18 y 23 °C. La precipitación media anual es moderada: 806 mm. La temporada de vientos ocurre entre julio y agosto.
| Tabla Climatológica de Cúcuta                                | Tabla Climatológica de Cúcuta                                | Tabla Climatológica de Cúcuta                                | Tabla Climatológica de Cúcuta | Tabla Climatológica de Cúcuta | Tabla Climatológica de Cúcuta | Tabla Climatológica de Cúcuta | Tabla Climatológica de Cúcuta | Tabla Climatológica de Cúcuta | Tabla Climatológica de Cúcuta | Tabla Climatológica de Cúcuta | Tabla Climatológica de Cúcuta | Tabla Climatológica de Cúcuta |
| Temperatura (°C)                                             | Temperatura (°C)                                             | Temperatura (°C)                                             | Temperatura (°C)              | Temperatura (°C)              | Temperatura (°C)              | Temperatura (°C)              | Temperatura (°C)              | Temperatura (°C)              | Temperatura (°C)              | Temperatura (°C)              | Temperatura (°C)              | Temperatura (°C)              |
| Mes                                                          | Ene                                                          | Feb                                                          | Mar                           | Abr                           | May                           | Jun                           | Jul                           | Ago                           | Sep                           | Oct                           | Nov                           | Dec                           |
| ------------------------------------------------------------ | ------------------------------------------------------------ | ------------------------------------------------------------ | ----------------------------- | ----------------------------- | ----------------------------- | ----------------------------- | ----------------------------- | ----------------------------- | ----------------------------- | ----------------------------- | ----------------------------- | ----------------------------- |
| Mínima promedio                                              | 20,0                                                         | 21,5                                                         | 22,1                          | 22,6                          | 23,2                          | 23,8                          | 23,5                          | 23,5                          | 23,1                          | 22,4                          | 21,2                          | 20,4                          |
| Promedio                                                     | 24,2                                                         | 26,2                                                         | 26,7                          | 26,9                          | 27,6                          | 27,9                          | 27,8                          | 28,2                          | 28,1                          | 27,1                          | 26,3                          | 24,5                          |
| Máxima Promedio                                              | 28,3                                                         | 30,8                                                         | 31,0                          | 31,3                          | 32,5                          | 32,5                          | 32,6                          | 34,5                          | 35,6                          | 32,3                          | 30,9                          | 28,7                          |
| Precipitación, brillo solar y humedad relativa               |                                                              |                                                              |                               |                               |                               |                               |                               |                               |                               |                               |                               |                               |
| Mes                                                          | Ene                                                          | Feb                                                          | Mar                           | Abr                           | May                           | Jun                           | Jul                           | Ago                           | Sep                           | Oct                           | Nov                           | Dec                           |
| Precipitación promedio (mm)                                  | 36,1                                                         | 34,9                                                         | 66,9                          | 101,3                         | 81,9                          | 39,6                          | 37,8                          | 40,9                          | 84,1                          | 147,7                         | 119,8                         | 72,3                          |
| Días lluvia                                                  | 7                                                            | 7                                                            | 8                             | 11                            | 11                            | 12                            | 12                            | 11                            | 11                            | 12                            | 12                            | 8                             |
| Humedad relativa (%)                                         | 75                                                           | 73                                                           | 74                            | 75                            | 71                            | 63                            | 62                            | 62                            | 65                            | 73                            | 78                            | 79                            |
| Brillo Solar (horas/mes)                                     | 208,2                                                        | 170,2                                                        | 159,9                         | 141,0                         | 179,6                         | 171,7                         | 199,7                         | 210,7                         | 198,3                         | 192,6                         | 190,0                         | 191,3                         |
| Datos medidos en: Aeropuerto Internacional Camilo Daza IDEAM | Datos medidos en: Aeropuerto Internacional Camilo Daza IDEAM | Datos medidos en: Aeropuerto Internacional Camilo Daza IDEAM | Promedios anuales             | Promedios anuales             | Temperatura                   | Temperatura                   | Temperatura                   | Precipitatión                 | Precipitatión                 | Precipitatión                 | Precipitatión                 | Brillo Solar                  |
| Datos medidos en: Aeropuerto Internacional Camilo Daza IDEAM | Datos medidos en: Aeropuerto Internacional Camilo Daza IDEAM | Datos medidos en: Aeropuerto Internacional Camilo Daza IDEAM | Promedios anuales             | Promedios anuales             | Min                           | Med                           | Max                           | Total                         | Lluvia                        | Humedad                       | Humedad                       | Brillo Solar                  |
| Datos medidos en: Aeropuerto Internacional Camilo Daza IDEAM | Datos medidos en: Aeropuerto Internacional Camilo Daza IDEAM | Datos medidos en: Aeropuerto Internacional Camilo Daza IDEAM | Promedios anuales             | Promedios anuales             | °C                            | °C                            | °C                            | mm                            | Días                          | %                             | %                             | horas                         |
| Datos medidos en: Aeropuerto Internacional Camilo Daza IDEAM | Datos medidos en: Aeropuerto Internacional Camilo Daza IDEAM | Datos medidos en: Aeropuerto Internacional Camilo Daza IDEAM | Promedios anuales             | Promedios anuales             | 21,9                          | 27,6                          | 33.2                          | 806                           | 122                           | 68                            | 68                            | 185                           |

## Recursos naturales
Cúcuta (tanto en su zona urbana como rural) se destaca por ser un importante núcleo ambiental colombiano gracias al cuidado y la protección de áreas verdes. De hecho tres de los pseudónimos hacen referencia a esta cualidad; "Ciudad verde", "Ciudad de los Árboles" y "Ciudad Pulmón". La normatividad establecida por la Alcaldía de Cúcuta y Corponor (entidad del Ministerio del Medio Ambiente) influyen notablemente en la reducción de la emisión de gases, especialmente de aquellas que provienen de fábricas y del transporte automotor.
En los corregimientos y veredades del distrito hay gigantescas minas de carbón, mineral que se exporta diariamente y que se constituye como una de las principales riquezas de los nortesantandereanos.

## Contaminación y tratamiento de basuras
El problema más grave de contaminación que se haya presentado en la ciudad ocurrió el 2 de junio de 2007, cuando 10 mil barriles de petróleo cayeron sobre el río Pamplonita. A raíz de este hecho un mes después (el 23 de julio de 2007) se denunció la aparición de enfermedades en varios niños debido a la contaminación del importante río Además la ciudad estuvo sin agua por algo más de 15 días.
Pese a lo anterior hay un problema mayor en el río Pamplonita. El primer impacto ecológico negativo lo recibe al convertirse en receptor de aguas residuales de Pamplona. Hay que añadir el depositario de aguas descompuestas de Los Patios y de la misma ciudad de Cúcuta. Otra fuente de contaminación son los vertidos de los mataderos de Pamplona y de Bochalema, así como los plaguicidas y agroquímicos utilizados para la agricultura y ganadería en municipios distantes, pero sobre los cuales se ubica el mencionado río.
En cuanto al tratamiento de basuras, el distrito de Cúcuta cuenta con un relleno sanitario; "El Guayabal". El servicio de recolección y procesamiento de desechos sólidos, así como de aseo de calles es prestado por dos empresas; Aseo Urbano S.A. E.S.P. y Proactiva Oriente S.A. E.S.P.